# قریشیان
قریشیان (به انگلیسی: Qureshian) یک شهرک در پاکستان است که در ناحیه میانوالی واقع شده‌است.